# Wolfgang Willem van Ursel

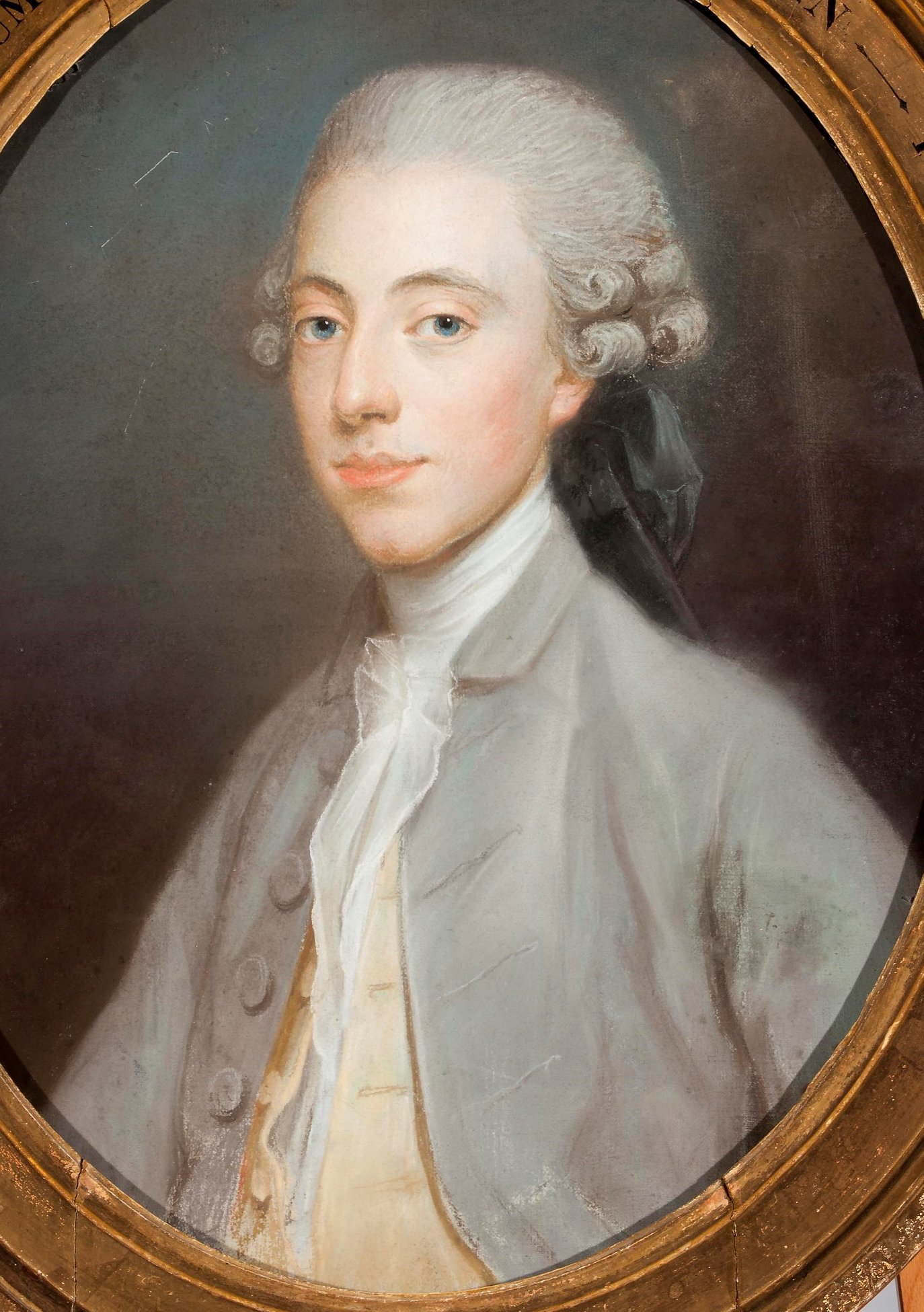
Wolfgang-Willem d'Ursel

Wolfgang Willem Jozef Leonard Vitalis van Ursel (Brussel, 28 april 1750 - aldaar, 17 mei 1804), 3e hertog van Ursel , Hingene en van Hoboken, prins van Arche en van Charleville, graaf van Grobbendonk, baron van Wezemaal, was een Zuid-Nederlands militair.
Wolfgang-Willem was de zoon van hertog Karel van Ursel en van Eleonora van Lobkowicz, de dochter van vorst Georg Christian von Lobkowitz. Hij was generaal-majoor en erfmaarschalk van Brabant. In de Brabantse Omwenteling speelde hij een kortstondige maar belangrijke rol. Zijn al precaire financiële situatie werd door de Franse Revolutie nog verslechterd.
Ursel was sinds 1771 gehuwd met prinses Flore van Arenberg (1752-1832), de zuster van Lodewijk Engelbert van Arenberg. Uit het huwelijk werden drie kinderen geboren:
- Louise Marie Caroline (1775-1834), gehuwd met Jacob graaf van Lannoy
- Charles-Joseph (1777-1860); 4e hertog van Ursel
- Henriëtte Amelia Ferdinandina (1782-1849), gehuwd met Jan Antoon Claudius Adriaan markies de Mun

Conrad Albert · Karel · Wolfgang Willem · Charles-Joseph · Léon · Joseph · Robert · Henri · Antonin · Stéphane